# Rodil
Der Río Rodil ist ein Fluss in Spanien, der durch die autonomen Regionen Galicien und Asturien fließt.

## Geografie
Der Río Rodil entspringt in den Asturischen Bergen nahe dem Weiler Baos welcher 2006 noch von einem alten Mann bewohnt wurde. Er mündet in den Rio Eo.

### Nebenflüsse
mehrere kleine Bäche, wie z. B. der Veiga de Logares

### Flora und Fauna
Der Fluss ist bei den Sportfischern bekannt für seine reichen Vorkommen von Lachsen und Forellen sowie den begehrten Flusskrebsen.
Auch mehrere Entenarten wie die Stockente, oder die Pfeifente sind hier in hoher Populationsdichte vertreten.

### Orte am Rio Rodil
- Baos 1 Einwohner (2006)  43° 10′ 49″ N, 7° 9′ 53″ W
- Vilarpescozo 18 Einwohner (2006)  43° 10′ 37″ N, 7° 10′ 55″ W

(Quelle: INE)